# Соколовська (станція)
Соколовська - залізнична станція хордової лінії Митищі - Фрязево Ярославського напрямку Московської залізниці. Розташована на межі міста Щолково Щолковського району Московської області. Входить до Московсько-Курського центру організації роботи залізничних станцій ДЦС-1 Московської дирекції управління рухом. За основним характером роботи є проміжною, за обсягом роботи віднесена до 4 класу.
Не обладнана турнікетами.
Час руху від Москва-Пасажирська-Ярославська - близько 50 хвилин, від станції  Фрязево - близько 55 хвилин.